# Delfines de Coatzacoalcos
El Deportivo Delfines Coatzacoalcos, también conocido como los Delfines de Coatzacoalcos, es un equipo de fútbol mexicano que participa en la Liga TDP (Tercera División de México). Tiene su sede en el Estadio Rafael Hernández Ochoa de la ciudad de Coatzacoalcos, Veracruz, México. 
El equipo fue refundado en julio de 2024 luego de 18 años de ausencia, luego de que en 2006 fuera vendido cuando participaba en la Primera División "A" del fútbol mexicano.

## Historia
El equipo es fundado en 1997 aparecieron por primera vez en la Segunda División, duraron 6 temporadas hasta que se coronó campeón en el torneo Clausura 2003 y finalmente ascendieron al ganar la final por el ascenso a la Primera A contra los Coras de Tepic. El equipo tuvo buenas actuaciones en la división de plata en México, pero en el Clausura 2004 fueron desafiliados y desaparecerían de ésta.
Lograrían el ascenso una vez más en 2005 al vencer en la final de la Segunda división mexicana al Pumas Naucalpan por marcador de 5-4 en penales. En tiempo oficial el partido terminó 4-4 global, después de que en el primer partido celebrado en Coatzacoalcos, los Delfines ganaran 2-1; mientras que en el segundo encuentro Pumas Naucalpan ganó 3-2.
La historia del equipo en la Primera 'A' terminó 2006 cuando la franquicia fue vendida para dar lugar a los Guerreros de Tabasco. La porra del equipo se llamó los costeños, y su estadio tiene 4,800 localidades.
En julio de 2024 el equipo volvió a reaparecer de manera oficial, haciéndolo con la denominación Deportivo Delfines de Coatzacoalcos, el club fue inscrito en la Liga TDP, última categoría del fútbol mexicano.

## Jugadores

### Campeones de goleo
- Diego Armando Cruz (Filial 3ra División): Clausura 2005, 22 goles.
- José Carlos Reyes Armenta  (1999, 9 goles).
- Alfredo de Jesús Navarrete Sam  (1993, 7 goles).

## Entrenadores
- . (1997/99)
- Miguel Augusto Prince. (2000)
- Adolfo León Holguín. (2001)
- Norberto Peluffo. (2002)
- . (2003/04)
- Miguel Augusto Prince. (2004)
- . (2005/06)

## Palmarés

### Torneos nacionales
- Campeón de la Segunda División de México (2): Clausura 2003, Apertura 2005.
- Subcampeón de la Segunda División de México (1): Clausura 2006